# Ryszard Zajączkowski
Ryszard Zdzisław Zajączkowski (ur. 1961) – polski literaturoznawca, profesor doktor habilitowany nauk humanistycznych w dziedzinie literaturoznawstwo na Wydziale Filozofii Katolickiego Uniwersytetu Lubelskiego Jana Pawła II, członek Instytutu Literaturoznawstwa Wydziału Nauk Humanistycznych Katolickiego Uniwersytetu Lubelskiego Jana Pawła II. Jest też edytorem i redaktorem serii książkowej Literacki Wymiar Kultury, publicystą oraz tłumaczem ponad stu książek.

## Życiorys
W 1986 roku ukończył studia w zakresie filologii polskiej w Katolickim Uniwersytecie Lubelskim, a w 1987 roku studia w zakresie filozofii teoretycznej na tej samej uczelni. 18 września 1996 obronił pracę doktorską Głos prawdy i sumienia. Kościół w pismach Cypriana Norwida. 20 października 2010 roku habilitował się na podstawie pracy zatytułowanej Pisarz i wyznawca. W kręgu twórczości Romana Brandstaettera.
Był wykładowcą w Katolickim Uniwersytecie Eichstaett w Niemczech (1997-1999) oraz stypendystą w amerykańskich uniwersytetach Yale (2005) i Harvard (2011), a także w Tokijskim Uniwersytecie Studiów Międzynarodowych (2015).
W 1999 roku został zatrudniony na stanowisku adiunkta w Instytucie Filologii Polskiej na Wydziale Nauk Humanistycznych Katolickiego Uniwersytetu Lubelskiego Jana Pawła II, zaś w 2011 roku jako profesor nadzwyczajny objął funkcję kierownika Katedry Teorii Kultury i Sztuki w Instytucie Kulturoznawstwa Wydziału Filozofii, którą pełnił do 2019 roku. Od października  2019 roku jest członkiem Instytutu Literaturoznawstwa na Wydziale Nauk Humanistycznych Katolickiego Uniwersytetu Lubelskiego Jana Pawła II. 17 czerwca 2021 roku postanowieniem Prezydenta RP otrzymał tytuł profesora nauk humanistycznych w dziedzinie literaturoznawstwo.
W 2014 objął stanowisko prezesa Stowarzyszenia Inicjatyw Naukowych. W latach 2020–2021 sygnatriusz m.in. trzech apeli lekarzy i naukowców do Prezydenta, Rządu PR i Ministra Zdrowia przeciw przymusowi szczepień na SARS-Cov-2 i lockdawnom, „Lubelskiego Manifestu Środowisk Wolnościowych”, oraz „Deklaracji warszawskiej przeciw nowemu totalitaryzmowi”. Organizator trzech Kongresów Środowisk Wolnościowych (2021, 2022, 2023) w Lublinie. Został ogłoszony kandydatem Konfederacji Wolność i Niepodległość (z poparciem Konfederacji Korony Polskiej) w wyborach parlamentarnych w 2023 w okręgu nr 6. W wyborach samorządowych w 2024 ubiegał się o stanowisko prezydenta Lublina z ramienia KWW Przyszłość i Tradycja. 

## Kontrowersje
W swoich wypowiedziach głosił teorie spiskowe i antysemickie, negował istnienie pandemii COVID-19. Po jego wypowiedzi o „żydowskim ludobójstwie na Polakach” podczas II wojny światowej KUL odciął się od jego poglądów i wszczął postępowanie dyscyplinarne.

## Publikacje
- Głos prawdy i sumienie. Kościół w pismach Cypriana Norwida, Wrocław 1998, Toruń 2012
- Pisarz i wyznawca. W kręgu twórczości Romana Brandstaettera, Lublin 2009, 2017
- Literackie ślady wiary. Od romantyzmu do współczesności, Lublin 2017
- Człowiek, kultura, objawienie. Odsłony pisarstwa Romana Brandstaettera, Lublin 2018
- W labiryncie prozy Józefa Wittlina, Lublin 2019
- Globalna zmiana. Co musimy obronić i jak działać?, Lublin 2022

## Odznaczenia
- Medal Komisji Edukacji Narodowej